# Луццатто, Филоссено
Филоссено Луццатто (итал. Filosseno Luzzatto; род. в Триесте в 1829 г., ум. в Падуе в 1854 г.) — итальянский ориенталист и переводчик Книги пророка Иезекииля.
Сын Самуила Луццатто. Уже с детства обнаруживал способности к языкам, в особенности восточным: изучил в юные годы арабский и санскритский языки. Несмотря на свою кратковременную жизнь — Филоссено Луццатто умер на 25 году жизни — он успел основательно изучить также эфиопский язык, усердно занимался изучением персидской и ассиро-вавилонской клинописи, равно как и еврейской науки.
Работы Филоссено Луццатто:
- «L’Asia Antica. Occidentale e Media» (Милан, 1847);
- «Mémoire sur l’inscription cunéïforme Persan de Behistan», в «Journal de l’Institut Lombard» (ib., 1848);
- «Le Sanscritisme de la langue assyrienne» (Падуя, 1849);
- «Études sur les inscriptions assyriennes de Persépolis, Hamadan, Van et Khorsabad» (ib., 1850);
- «Notice sur Abou Jousouf Hasdai ibn Schaprut» (ib., 1852);
- «Mémoire sur les Juifs d’Abyssinie ou Falaschas»;
- кроме того, Филоссено Луццатто перевёл на итальянский язык 18 глав пророка Иезекииля, снабдив перевод комментарием на еврейском языке.
- Будучи в Париже, Луццатто заинтересовался надписями XIII века на местном еврейском кладбище и написал о них статью в «Mémoire de la Société des Antiquités de France»[2].